# Кота (растение)
Кота (лат. Cota) — род травянистых растений семейства Астровые, или Сложноцветные (Asteraceae) с яркими цветками. В устаревших классификациях род часто рассматривается в качестве секции более крупного рода Пупавка (Anthemis).

## Ботаническое описание
Однолетние, двулетние, реже (один вид — Кота красильная) многолетние травянистые растения, небольшие полукустарники или кустарнички высотой (5-)30-90 см. Корневищные и/или столононосные.
Стебель единственный до многочисленных, прямостоячий, маловетвящийся, редко лежачий или поникающий. Поверхность восистая или шелковистая, редко гладкая.
Листья очерёдные, тонкие, обычно простые или до трижды рассеченных, на черешках или сидячие. Листовая пластинка от яйцевидной до ланцетовидной, либо лопатовидная.
Корзинки гетерогамные или самоопыляемые (клейстогамия), полусферические, многоцветковые, располагаются поодиночке на цветоножках на концах побегов.
Листочки обёртки расположены в 3-4 ряда, разноразмерные, черепитчатые, перекрывающиеся. Наружные более узкие и короткие, чем внутренние.
Цветоложе полусферическое, плотное, с прочными, килеватыми прицветниками.
Соцветия окрашены равномерно или неравномерно. Внешние цветки (0-) 12-21 (-35) язычковые, женские, пестичные и фертильные, либо тычиночные и стерильные. Бледно-, ярко-, оранжево-желтые, до кремовых, белых или зеленоватых. Язычок целый, на верхушке 2-3 зубчатый или ровный. Внутренние цветки 80-200+, обоеполые, фертильные, трубковидные, желтые, венчик с 5 зубчиками на верхушке.
Тычинки линейные, нитевидные. Пестик с линейными узкими секциями.
Плоды более или менее дорсальные — плоские с брюшной стороны, ромбические в сечении, гладкие, с 2 и более крылатыми краями. Паппус отсутствует, в форме острого выступа, либо пленчатый или хрящеватый, симметричный или асимметричный, цельный или в различной степени рассеченный в виде короны.
Опыляются насекомыми. Размножаются семенами или корневыми отпрысками.
В справочнике «Flora Europaea» при выделении секции «Кота» в составе рода «Пупавка» в качестве отличительных указывается комбинация следующих признаков:
- Однолетние или двулетние растения;
- Пленчатые обёртки с бесцветным краем или с узкой коричневатой полосой по краю;
- Лигулы белые;
- Семянки обычно сплюснутые с боков или четырехугольные[6].

## Распространение и экология
Природный ареал охватывает Европу (за исключением северных регионов), юго-западную Азию, северную Африку. Интродуцирован в Северной Америке. Одним из главных центров видового разнообразия представителей рода Кота является Турция, где произрастает 17 видов, 9 из которых являются эндемиками.

## Классификация

### Таксономия[8]
Cota J.Gay, 1845, Fl. Sicul. Syn. 2: 866
Род Кота относится к семейству Астровые (Asteraceae) порядка Астроцветные (Asterales). Кладограмма в соответствии с Системой APG IV:
|  |                                      |  |                                   |                                   |                    |  | ещё 10 семейств |               |               |                                                                               |
|  |                                      |  |                                   |                                   |                    |  |                 |               |               | 36 подтвержденных и 7 в статусе "непроверенных" видов и инфравидовых таксонов |
|  |                                      |  |                                   | порядок Астроцветные              |                    |  |                 |               | род Кота      |                                                                               |
|  |                                      |  |                                   | порядок Астроцветные              |                    |  |                 |               | род Кота      |                                                                               |
|  | отдел Цветковые, или Покрытосеменные |  |                                   |                                   | семейство Астровые |  |                 |               |               |                                                                               |
|  | отдел Цветковые, или Покрытосеменные |  |                                   |                                   |                    |  |                 |               |               |                                                                               |
|  |                                      |  | ещё 63 порядка цветковых растений | ещё 63 порядка цветковых растений |                    |  |                 | ещё 1804 рода | ещё 1804 рода |                                                                               |
|  |                                      |  |                                   | ещё 63 порядка цветковых растений |                    |  |                 |               | ещё 1804 рода |                                                                               |

## Виды
- в статусе подтвержденных
  - Cota altissima (L.) J.Gay
  - Cota amblyolepis (Eig) Holub
  - Cota antitaurica (Grierson) Holub
  - Cota austriaca (Jacq.) J.Gay
  - Cota austriaca (Jacq.) Sch.Bip.
  - Cota brachmanni Boiss.
  - Cota brevicuspis (Bornm.) Holub
  - Cota coelopoda (Boiss.) Boiss.
  - Cota dalmatica (Scheele) Oberpr. & Greuter
  - Cota dipsacea (Bornm.) Oberpr. & Greuter
  - Cota dubia (Steven) Holub
  - Cota feinbruniae (Eig) Holub
  - Cota fulvida (Grierson) Holub
  - Cota halophila (Boiss. & Balansa) Oberpr. & Greuter
  - Cota hamzaoglui Özbek & Vural
  - Cota jailensis (Zefir.) Holub
  - Cota linczevskyi (Fed.) Lo Presti & Oberpr.
  - Cota lyonnetioides Boiss. & Kotschy
  - Cota macrantha (Heuff.) Holub
  - Cota macrantha (Heuff.) Boiss.
  - Cota macroglossa (Sommier & Levier) Lo Presti & Oberpr.
  - Cota mazandaranica (Iranshahr) Lo Presti & Oberpr.
  - Cota melanoloma (Trautv.) Holub
  - Cota monantha (Willd.) Oberpr. & Greuter
  - Cota oretana (Carretero) Oberpr. & Greuter
  - Cota oxylepis Boiss.
  - Cota palaestina Reut. ex Unger & Kotschy
  - Cota pestalozzae Boiss.
  - Cota rayatensis (Eig) Holub
  - Cota saguramica (Sosn.) Lo Presti & Oberpr.
  - Cota samuelssonii (Rech.f.) Oberpr. & Greuter
  - Cota segetalis (Ten.) Holub
  - Cota talyschensis (Fed.) Lo Presti & Oberpr.
  - Cota tinctoria (L.) J.Gay — Кота красильная, или Пупавка красильная, или Пупавка желтоцветная, или Антемис красильный
  - Cota triumfetti (All.) J.Gay
  - Cota wiedemanniana (Fisch. & C.A.Mey.) Holub

- в статусе непроверенных
  - Cota anatolica (Behçet & Almanar) Alv.Fern., Vitales & Fırat
  - Cota bourgaei Boiss.
  - Cota latealata (Hub.-Mor.) Alv.Fern. & Vitales
  - Cota nigellifolia (Boiss.) Alv.Fern. & Vitales
  - Cota ochroleuca (Celak.f.) Holub
  - Cota tinctoria var. discoidea (All.) Kuzmanov & Gussev
  - Cota triumfetti var. aligulata (Losa) J.Sánchez & Benedí